# Oppositieblok (2019)
Oppositieblok (Oekraïens: Опозиційний блок) is een Oekraïense politieke partij die werd opgericht op 13 december 2018. Tot 3 juni 2019 droeg de partij de naam Oppositieblok - Partij voor Vrede en Ontwikkeling (Опозиційний блок — Партія миру та розвитку). De partij is pro-Russisch en wordt gerekend tot het politieke centrum.

## Geschiedenis
Het Oppositieblok was de opvolger van een partij met dezelfde naam die in 2014 was opgericht door een aantal pro-Russische partijen die gekant waren tegen de ontwikkelingen tijdens en na de Maidanrevolutie. Deze partij ging in 2018 grotendeels op in Oppositieplatform - Voor het Leven. Het deel van die partij dat niet meeging in de fusie vormde Oppositieblok - Partij voor Vrede en Ontwikkeling. De partij voldeed niet aan de voorwaarden om een kandidaat voor te dragen voor de presidentsverkiezingen van 2019. Bij de parlementsverkiezingen van 2019 haalde het Oppositieblok 6 zetels (3% van de stemmen).
Op 20 maart 2022 verbood de Oekraïense Veiligheidsraad de activiteiten van elf pro-Russische politieke partijen voor de duur van de staat van beleg. Een daarvan is het Oppositieblok.
Een belangrijke figuur binnen het Oppositieblok was de oligarch Vadym Novinski (*1963). Hij heeft zich krachtig uitgesproken tegen de Russische invasie van Oekraïne in 2022.

## Ideologie
Oppositieblok is naast pro-Russisch, centristisch en regionalistisch. Met dit laatste wordt bedoeld dat de partij streeft naar federalisering van Oekraïne zodat het oosten van het land een grote mate van autonomie kan verwerven.

## Verwijzingen
Communistische Partij · Al-Oekraïense Unie "Vaderland" (Batkivsjtsjyna) · Platform voor Leven en Vrede · Al-Oekraïense Unie "Vrijheid" (Svoboda) · Holos · Dienaar van het Volk · Oekraïense Democratische Alliantie voor Hervorming (Oedar) · Partij van de Regio's · Radicale Partij · Uniepartij · Verenigd Centrum · Volkspartij · Rechtse Sector · Oppositieblok · Voor de Toekomst